# 29e brigade d'infanterie (Empire allemand)
Pour les articles homonymes, voir 29e brigade.
La 29e brigade d'infanterie est une grande unité de l'armée prussienne.

## Histoire
La 29e brigade d'infanterie est créée le 5 septembre 1818 à Cologne en tant qu'unité de la 16e division d'infanterie, rebaptisée 15e division d'infanterie le 14 décembre 1818. Un an plus tard, la brigade reçoit la dénomination de 15e brigade d'infanterie, qui est rebaptisée 29e brigade d'infanterie le 29 avril 1852. Elle fait partie de la 15e division d'infanterie basée à Cologne et appartient au 8e corps d'armée à Coblence. Le lien de subordination à la 15e division prend fin le 15 août 1916, lorsque la brigade est intégrée à la 185e division d'infanterie.

### Garnisons
- 1818 à 1830 : Cologne
- 1830 à 1833 : Coblence
- 1833 à 1866 : Cologne
- 1866 à 1867 : Coblence
- 1867 à 1895 : Cologne
- 1895 à 1918 : Aix-la-Chapelle

### Composition
1820
- 25e régiment d'infanterie (de)
- 28e régiment d'infanterie
- 2e détachement de tirailleurs

De 1821 à 1849
- 25e régiment d'infanterie (de)
- 28e régiment d'infanterie

De 1850 à 1851
- 28e régiment d'infanterie
- 30e régiment d'infanterie

De 1852 à 1859
- 30e régiment d'infanterie
- 25e régiment de Landwehr

De 1860 à 1864
- 25e régiment d'infanterie (de)
- 65e régiment d'infanterie
- 25e régiment de Landwehr

De 1865 à 1866
- 19e régiment d'infanterie (de)
- 65e régiment d'infanterie
- 25e régiment de Landwehr

1867
- 28e régiment d'infanterie
- 68e régiment d'infanterie (de)
- 25e régiment de Landwehr

De 1868 à 1869
- 33e régiment de fusiliers
- 65e régiment d'infanterie
- 25e régiment de Landwehr
- 65e régiment de Landwehr

De 1871 à 1889
- 40e régiment de fusiliers
- 65e régiment d'infanterie
- 25e régiment de Landwehr
- 65e régiment de Landwehr

De 1889 à 1909
- 40e régiment de fusiliers
- 65e régiment d'infanterie

De 1910 à 1912
- 25e régiment d'infanterie (de)
- 65e régiment d'infanterie

De 1912 à 1914
- 25e régiment d'infanterie (de)
- 161e régiment d'infanterie

De 1914 à 1918
- 161e régiment d'infanterie
- 28e régiment d'infanterie de réserve (à partir du 3 août 1916)
- 25e régiment d'infanterie (de)
- 161e régiment d'infanterie (à partir du 29 janvier 1917)
- 3e escadron du 5e régiment de chasseurs à cheval

### Guerre austro-prussienne de 1866
Dans la guerre prussienne contre l'Autriche, la brigade est sous le commandement du Generalmajor Rudolf von Zamory (de) du 8e corps d'armée (15e et 16e divisions) et participe à la bataille de Hühnerwasser et à la bataille de Münchengrätz. Le 3 juillet, l'armée autrichienne est vaincue de manière décisive près de Sadowa.

### Guerre franco-prussienne de 1870/1871
Lors de la guerre franco-prussienne, la brigade participe à la bataille de Mars-la-Tour, à la bataille de Saint-Privat et au siège de Metz. La capitulation est suivie de combats au nord de Paris lors de la bataille de l'Hallue, du siège de la forteresse de Péronne ainsi que de la bataille d'Amiens (1870) et finalement de la bataille de Saint-Quentin.

### Première Guerre mondiale
Avec la mobilisation du 2 août 1914, la brigade doit créer le 29e bataillon de remplacement de brigade. Du 13 novembre 1914 au 10 avril 1915, la 29e brigade d'infanterie forme, avec la 31e brigade d'infanterie et trois batteries de la division de remplacement bavaroise (de), la division Fuchs, qui fait partie de la détachement d'armée B du 8e corps d'armée et est sous le commandement du lieutenant-général Georg Fuchs. Le 13 décembre, la 29 brigade prend d'assaut la hauteur 425 près de Sennheim en Alsace.

### Commandants
| Grade                    | Nom                                     | Date                                              |
| ------------------------ | --------------------------------------- | ------------------------------------------------- |
| 15e brigade d'infanterie |                                         |                                                   |
| Generalmajor             | Karl Thomas von Othegraven (de)         | 5 septembre 1818 au 29 mars 1831                  |
| Generalmajor             | Ludwig Wilhelm Otto Karl von Boyen (de) | 30 mars 1831 au 29 mars 1838                      |
| Generalmajor             | Moritz von Hirschfeld                   | 30 mars 1838 au 30 mars 1846                      |
| Oberst                   | Karl Trützschler von Falkenstein (de)   | 31 mars 1846 au 26 mars 1847                      |
| Oberst/Generalmajor      | Wilhelm von Cölln (de)                  | 27 mars 1847 au 5 juin 1848                       |
| Generalmajor             | Friedrich Wilhelm von La Chevallerie    | 6 juin 1848 au 14 septembre 1849                  |
| Generalmajor             | Georg Brunsig von Brun                  | 15 septembre 1849 au 1 décembre 1851              |
| Generalmajor             | Julius von Cranach (de)                 | 2 décembre 1851 au 3 mai 1852                     |
| 29e brigade d'infanterie |                                         |                                                   |
| Generalmajor             | Julius von Cranach                      | 4 mai 1852 au 14 juin 1857                        |
| Generalmajor             | Karl von Monts (de)                     | 15 juin 1857 au 13 juin 1859                      |
| Generalmajor             | Wilhelm von Sommerfeld (de)             | 14 juin 1859 au 30 mars 1860                      |
| Generalmajor             | August von Etzel (de)                   | 31 mars 1860 au 28 janvier 1863                   |
| Generalmajor             | Albrecht Achilles von Plehwe (de)       | 29 janvier 1863 au 14 juin 1865                   |
| Generalmajor             | August von Dewitz                       | 15 juin 1865 au 3 janvier 1866                    |
| Generalmajor             | Alexander von Stuckrad                  | 4 janvier 1866 au 19 mai 1866                     |
| Generalmajor             | Rudolf von Zamory (de)                  | 20 mai 1866 au 23 mai 1870                        |
| Generalmajor             | Karl Friedrich von Wedel (de),          | 24 mai au 5 septembre 1870                        |
| Generalmajor             | Oskar von Sperling (de)                 | 6 septembre au 5 novembre 1870                    |
| Oberst                   | Oskar von Bock                          | 6 novembre 1870 au 2 juin 1871                    |
| Generalmajor             | Hermann von Koblinski                   | 3 juin 1871 au 14 octobre 1874                    |
| Generalmajor             | Hugo von Rauchhaupt (de)                | 15 octobre 1874 au 12 mars 1879                   |
| Generalmajor             | Hermann von Blume (de)                  | 13 mars 1874 au 6 août 1880                       |
| Generalmajor             | Richard von Hilgers (de)                | 7 août 1880 au 29 août 1882                       |
| Generalmajor             | Wilhelm von Wrisberg (de)               | 30 août 1882 au 7 mars 1887                       |
| Generalmajor             | Hugo von Wentzel                        | 8 mars 1887 au 1 août 1888                        |
| Generalmajor             | Waldemar von Münenberg                  | 2 août 1888 au 18 novembre 1889                   |
| Generalmajor             | Wilhelm Müller (de)                     | 19 novembre 1889 au 17 juin 1892                  |
| Generalmajor             | Ludwig von Falkenhausen                 | 18 juin 1892 au 17 avril 1893                     |
| Generalmajor             | Eugen von Drigalski                     | 18 avril 1893 au 13 mai 1895                      |
| Generalmajor             | Heinrich von Kummer (de)                | 14 mai 1895 au 19 mai 1897                        |
| Generalmajor             | Ernst Bartels                           | 20 mai 1897 au 14 juin 1898                       |
| Generalmajor             | Georg von Braunschweig                  | 15 juin 1898 au 14 juin 1899                      |
| Generalmajor             | Max von Kleist (de)                     | 15 juin 1899 au 21 mars 1902                      |
| Oberst                   | Florian Fulda                           | 22 mars au 21 avril 1902 (chargé de la direction) |
| Generalmajor             | Florian Fulda                           | 22 avril 1902 au 21 avril 1905                    |
| Generalmajor             | Paul Pförtner von der Hölle             | 22 avril 1905 au 13 avril 1907                    |
| Generalmajor             | Karl Rinck von Baldenstein (de)         | 14 avril 1907 au 30 avril 1908                    |
| Generalmajor             | Hans von Guretzky-Cornitz (de)          | 1 mai 1908 au 19 mars 1911                        |
| Generalmajor             | Erich von Luckwald                      | 20 mars 1911 au 30 septembre 1912                 |
| Generalmajor             | Karl von Graevenitz                     | 1 octobre 1912 au 21 avril 1914                   |
| Generalmajor             | Rudolf von Minckwitz (de)               | 22 avril 1914 au 30 septembre 1914                |
| Generalmajor             | Theodor Teetzmann                       | 1 octobre 1914 au 17 novembre 1914                |
| Generalmajor             | Paul von Strantz (de)                   | 18 novembre 1914 au 26 janvier 1916               |
| Generalmajor             | Heinrich Schëuch                        | 27 janvier 1916 au 31 décembre 1916               |
| Generalmajor             | Paul Meister                            | 1 janvier 1917 au 19 mars 1918                    |
| Generalmajor             | Carl Groos                              | 20 mars 1918 au 15 janvier 1919                   |
| Generalmajor             | Kurt Wilcke                             | 16 janvier 1919 au 3 mars 1919                    |
| Generalmajor             | Carl Graup                              | 4 mars 1919 au 7 août 1919                        |